# Bridget Jones: The Edge of Reason
Bridget Jones: The Edge of Reason (bra: Bridget Jones: No Limite da Razão; prt: O Novo Diário de Bridget Jones) é um filme teuto-britano-franco-hiberno-estadunidense de 2004, do gênero comédia romântica, dirigido por Beeban Kidron, com roteiro de Helen Fielding, Dick Curtis, Andrew Davies e Adam Brooks. O filme é estrelado por Renée Zellweger, Hugh Grant, Colin Firth, Jim Broadbent e Gemma Jones.
Teve sua estreia no State Theatre em Sydney, Austrália, no dia 28 de outubro de 2004, e chegou aos cinemas do Reino Unido e dos Estados Unidos em 12 de novembro do mesmo ano. Embora o filme tenha recebido críticas predominantemente negativas, obteve um sucesso comercial significativo, arrecadando mais de US$ 265 milhões mundialmente, frente a um orçamento de produção estimado entre US$ 40 e 50 milhões. Zellweger foi reconhecida por sua atuação, recebendo uma indicação ao Globo de Ouro de Melhor Atriz em Comédia ou Musical na 62ª edição do prêmio.
Uma sequência, O Bebê de Bridget Jones, foi lançada em 2016.

## Elenco
- Renée Zellweger ..... Bridget Jones
- Hugh Grant ..... Daniel Cleaver
- Colin Firth ..... Mark Darcy
- Gemma Jones ..... Mãe de Bridget Jones
- Jim Broadbent ..... Pai de Bridget Jones
- James Callis ..... Tom
- Shirley Henderson ..... Jude
- James Faulkner ..... Tio Geoffrey
- Celia Imrie ..... Una Alconbury
- Dominic McHale ..... Bernard
- Donald Douglas ..... Comandante Darcy
- Shirley Dixon ..... Sra. Darcy
- Neil Pearson ..... Richard Finch
- Jacinda Barrett ..... Rebecca
- Sally Phillips ..... Shazzer
- Lucy Robinson ..... Janey
- David Verrey ..... Giles Benwick
- Mark Tandy ..... Derek
- Luis Soto ..... Embaixador mexicano
- Tom Brooke ..... Assistente de produção
- Rosalind Halstead ..... Recepcionista

## Produção
A fotografia principal do filme começou em 6 de outubro de 2003 e terminou em 15 de fevereiro de 2004. As filmagens ocorreram em Southwark e Primrose Hill, com as cenas de esqui em Lech am Arlberg, na Áustria. A cena de luta entre Daniel e Mark, supostamente na Serpentine Gallery, foi na verdade filmada nos Jardins Italianos perto de Lancaster Gate, e grande parte da luta não foi coreografada. Em uma cena no aeroporto tailandês, Bridget faz uma referência ao Colin Firth da versão de 1995 de Orgulho e Preconceito. O poema citado por Daniel em Ko Panyi é parte da história "Phra Aphai Mani" de Sunthorn Phu. O filme omite o fascínio de Bridget pela adaptação da BBC de Orgulho e Preconceito. Além disso, as cenas da prisão tailandesa podem ter sido inspiradas no incidente de Sandra Gregory, cuja situação pode ter sido conhecida por Helen Fielding através de conhecidos.

## Trilha sonora
1. Will Young - "Your Love Is King"
2. Jamelia - "Stop"
3. Kylie Minogue - "Can't Get You out of My Head"
4. Joss Stone - Super Duper Love (Are You Diggin' on Me?) Pt. 1"
5. Mary J. Blige - "Sorry Seems to Be the Hardest Word"
6. Robbie Williams - "Misunderstood"
7. Love Affair - "Everlasting Love"
8. Barry White - "You're the First, the Last, My Everything"
9. Beyoncé Knowles Part. Jay Z - "Crazy in Love"
10. Rufus Wainwright com Dido - "I Eat Dinner"
11. 10cc - "I'm Not in Love"
12. Carly Simon - "Nobody Does It Better"
13. Primal Scream - "Loaded"
14. The Darkness - "I Believe in a Thing Called Love"
15. Amy Winehouse - "Will You Still Love Me Tomorrow?"
16. Minnie Riperton - "Lovin' You"
17. Aretha Franklin - "Think"
18. Leona Naess - "Calling"
19. Sting & Annie Lennox - "We'll Be Together"
20. Harry Gregson-Williams - "Bridget's Theme"

## Bilheteria
Bridget Jones: The Edge of Reason estreou nos Estados Unidos em 12 de novembro de 2004, em um lançamento limitado, arrecadando US$ 8,7 milhões e ficando em 5º lugar nas bilheteiras. Após uma semana, com um lançamento amplo, o filme manteve a 5ª posição, agora com US$ 10 milhões. No total, arrecadou US$ 40,2 milhões no mercado interno e US$ 224,9 milhões internacionalmente, somando US$ 265,1 milhões globalmente.

## Recepção
No Rotten Tomatoes, Bridget Jones: The Edge of Reason possui uma taxa de aprovação de 27% com base em 157 avaliações, e uma classificação média de 4,7/10. O consenso crítico do site descreve o filme como uma continuação previsível da história de Bridget Jones, repleta de palhaçadas e bobagens. No Metacritic, o filme recebeu uma pontuação média ponderada de 44 em 100, com base em 37 críticas, indicando "avaliações mistas ou medianas". O público pesquisado pelo CinemaScore deu ao filme uma nota média de "B+" em uma escala de A+ a F.

## Prêmios e indicações
| Prêmio             | Categoria                         | Recipiente      | Resultado |
| ------------------ | --------------------------------- | --------------- | --------- |
| Globo de Ouro 2005 | Melhor atriz - comédia ou musical | Renée Zellweger | Indicado  |